# میچل پینک
میچل پینک (انگلیسی: Mitchell Pinnock؛ زادهٔ ۱۲ دسامبر ۱۹۹۴) بازیکن فوتبال اهل بریتانیا است.
از باشگاه‌هایی که در آن بازی کرده‌است می‌توان به باشگاه فوتبال ساوتند یونایتد، باشگاه فوتبال ایست تاروک یونایتد، باشگاه فوتبال بروملی، باشگاه فوتبال کونکورد رانجرز، باشگاه فوتبال تونبریج آنجلز، باشگاه فوتبال مایدستون یونایتد، باشگاه فوتبال دوور اتلتیک، و باشگاه فوتبال کینگستونیان اشاره کرد.
وی همچنین در تیم ملی فوتبال c انگلستان بازی کرده‌است.